# Cest
El cest (llatí: Caestus) era un sistema antic de protecció de les mans que usaven els que practicaven el pugilat i el pancraci a l'antiga Roma. La paraula deriva del verb caedo ('pegar amb els punys').
Consistia en unes tires de cuir que es lligaven al voltant dels punys per tal de protegir-los. De vegades aquestes tires es lligaven també al voltant del braç i arribaven fins al colze. L'origen era grec. Derivaven de les himantes, unes tires de pell de bou d'entre 3 i 3,7 metres de llarg amb les que els lluitadors s'embolicaven les mans i es lligaven al palmell, deixant els dits al descobert. Cap a l'any 400 aC es van introduir les sphairai, molt similars a les himantes però amb la part interior encoixinada i la part exterior molt més dura i rígida.
Els romans van incorporar al cest diversos objectes metàl·lics, com ara punxes i claus, i l'omplien de plaques de plom i de ferro. Aquest tipus d'arma ocasionava la mort en ocasions a algun dels combatents.
La representació més coneguda d'un cest és la que porta l'escultura anomenada Púgil en repòs, ara al Museu Nacional Romà.